# East West Bank Classic 1991
L'East West Bank Classic 1991 è stato un torneo di tennis giocato sul cemento.
È stata la 18ª edizione del torneo, che fa parte della categoria Tier II nell'ambito del WTA Tour 1991.
Si è giocato a Manhattan Beach vicino a Los Angeles negli Stati Uniti, dal 12 al 18 agosto 1991.

## Campionesse

### Singolare
Monica Seles ha battuto in finale  Kimiko Date con il punteggio di 6–3, 6–1

### Doppio
Larisa Neiland /  Nataša Zvereva hanno battuto in finale  Gretchen Rush Magers /  Robin White con il punteggio di 6–1, 2–6, 6–2